# 西藏短纺器蛛
西藏短纺器蛛（学名：Brachythele xizangensis）为线蛛科短纺器蛛属的动物。在中国大陆，分布于西藏等地，多见于林间石下、石缝的洞穴间。其生存的海拔范围为2800至3300米。该物种的模式产地在西藏。